# Walter Sekundo
Walter Sekundo ist ein deutscher Augenchirurg und Spezialist für refraktive Augenchirurgie.

## Leben
Sekundo promovierte 1991 über das Thema Die initiale Thoraxübersichtsaufnahme als prognostische Hilfe für die Beurteilung des Verlaufs der Pneumocystis-carinii-Pneumonie bei AIDS-Patienten  an der Johann Wolfgang Goethe-Universität Frankfurt am Main. Seit 1992 ist er als Augenarzt tätig. Er absolvierte seine Facharztausbildung an den Universitätskliniken in Glasgow und Bonn. Im Jahr 1997 wurde er als Oberarzt an die Universitätsaugenklinik Marburg berufen. Von 2006 bis 2008 hatte er an der Universitätsaugenklinik Mainz die Position des stellvertretenden Klinikdirektors inne. Seit dem 1. Dezember 2008 leitet er die Abteilung Augenheilkunde des Universitätsklinikum Gießen und Marburg und ist zeitgleich Universitäts-Professor für Augenheilkunde an der Philipps-Universität Marburg. 
Im Rahmen seiner Arbeit zur Refraktiven Chirurgie hat er in der Universitätsaugenklinik Marburg ein eigenes Smile Eyes Zentrum angesiedelt, dass sich an den Verbund von refraktiv chirurgisch tätigen Augenzentren- und Augenkliniken der bundesweiten Smile Eyes Gruppe anschließt. 2011 hat er in enger Zusammenarbeit mit Marcus Blum und der Carl Zeiss Meditec AG ein minimal-invasives Augenlaserverfahren zur Korrektur von Myopie, die sog. SMILE-Methode, entwickelt, das inzwischen weltweit Anwendung findet.

## Wissenschaftliche Arbeit
Sekundo beschäftigt sich in über 40 Fachartikeln über verschiedene Aspekte von Augenchirurgie. Dabei beschäftigt er sich vor allem mit Erkrankungen des vorderen Augenabschnitts im Bezug auf Hornhaut-, Katarakt- und Refraktivchirurgie.

## Auszeichnungen
Für seine Arbeiten im Bereich refraktiver Augenchirurgie bekam Sekundo zusammen mit seinem Kollegen Marcus Blum im Jahr 2008 den ersten Preis der American Association of Cataract and Refractive Surgeons in der Kategorie Instruments and Devices. Später im gleichen Jahr wurden sie mit dem zweiten Videopreis der Deutschen Ophthalmologischen Gesellschaft geehrt. 2010 erhielten beide schließlich den Leonhard-Klein-Preis für ihre Arbeiten zum Thema Femtosekunden-Lentikel-Extraktion (FLEX) – ein neuartiges Verfahren zur chirurgischen Behandlung von Myopie.